# Тадеуш Хмелевський
Тадеуш Хмелевський (пол. Tadeusz Chmielewski; 7 червня 1927, Томашув-Мазовецький — 4 грудня 2016, Варшава) — польський кінорежисер, сценарист і продюсер. Лауреат Державної премії ПНР (1964). Член Польської кіноакадемії.

## Біографія
Учасник Другої світової війни. Воював в лавах підпільної військової організації руху Опору в Польщі під час Другої світової війни і після неї до 1948 року в Армії Крайовій.
У 1954 році закінчив кіношколу в Лодзі. Дебютував в кіно в 1957 році фільмом «Єва хоче спати», нагородженим на міжнародному кінофестивалі у Сан-Себастьяні за кращий сценарій і премією Mar del Plata.
Член об'єднання польських кінематографістів (в 1983—1987 рр. — віце-президент). У 1987—1989 рр. — член Комітету з кінематографії Польщі. З 1984 року — керівник кінооб'єднання «Oko».
Відомий майстер польської кінокомедії. Автор сценаріїв багатьох своїх фільмів.

## Вибрана фільмографія
- 1957 — Єва хоче спати
- 1960 — Піковий валет
- 1970 — Пригоди каноніра Доласа
- 1974 — Весна, пане сержанте!